# Bjelina
Bjelina falu Horvátországban Zára megyében. Közigazgatásilag Benkovachoz tartozik.

## Fekvése
Zárától légvonalban 49, közúton 60 km-re, községközpontjától 20 km-re keletre, Dalmácia északi részén, a Bukovica tájegység közepén fekszik. Határa kelet-nyugati irányban öt, észak-déli irányban öt és fél kilométerre terjed ki, területe mintegy 27,5 km². Északról Parčić, keletről Modrino Selo, délkeletről Nunić, délnyugatról Dobropoljici, nyugatról Rodaljice, északnyugatról Bruška és Medviđa településk határolják. Bjelina három, jól elkülönülő településrészből áll: a középső részen Gračak és Kalanjeva Draga, tőle elkülönülten Donje Mrkele, Donje Šuše, valamint Razbojinán Kose és Medićev stan található. A településrészek magassága általában 300 méter körül van, de van 490 méter magasan fekvő településrész is.

## Története
A mai Szent Petka templom közelében valószínűleg már a római korban település állt, mely a Belone vagy a Belon nevet kapta. A mai település neve valószínűleg innen származik. Ennek lerombolása után a Žmirića Gradinára új erődítményt emeltek, mely a Biline, Bilina, Bielina és Bieline nevet viselte. A szlávok a 9. század elején telepedtek meg ezen a vidéken, majd a 13. század végén a betelepülők újabb hulláma érkezett. A környékbeli településekkel együtt 1527-ben elfoglalta a török és csak a 17. század végén szabadult fel uralma alól. 1797-ig a Velencei Köztársaság része volt. Miután a francia seregek felszámolták a Velencei Köztársaságot a Campo Formió-i béke értelmében osztrák csapatok szállták meg. 1806-ban a pozsonyi béke alapján az Első Francia Császárság Illír Tartományának része lett. 1815-ben a bécsi kongresszus újra Ausztriának adta, amely a Dalmát Királyság részeként Zárából igazgatta 1918-ig. 1843-ban plébániájához tartoztak Medviđa, Dobropoljci, Bruška és Zelengrad települések. A településnek 1857-ben 581, 1910-ben 795 lakosa volt. Az első világháború után előbb a Szerb-Horvát-Szlovén Királyság, majd Jugoszlávia része lett. A második világháború idején 1941-ben a szomszédos településekkel együtt Olaszország fennhatósága alá került. Az 1943. szeptemberi olasz kapituláció és rövid német megszállás után újra Jugoszlávia része lett. 1991-ben lakosságának 89 százaléka szerb, 11 százaléka horvát nemzetiségű volt. 1991 szeptemberében a település szerb igazgatás alá került és a Krajinai Szerb Köztársaság része lett. Horvát lakossága elmenekült. 1995 augusztusában a Vihar hadművelet során foglalta vissza a horvát hadsereg. Szerb lakossága elmenekült. A falunak 2011-ben 92 lakosa volt, akik főként mezőgazdasággal és állattartással foglalkoztak.

## Lakosság

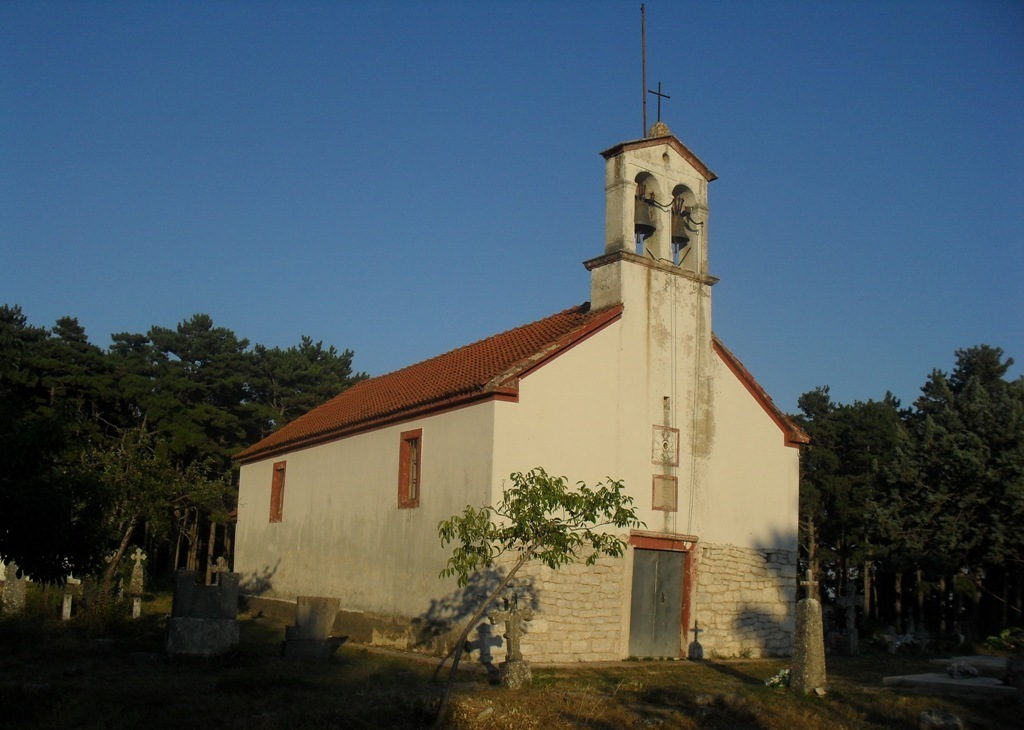
A szerb pravoszláv templom

| Lakosság változása | Lakosság változása | Lakosság változása | Lakosság változása | Lakosság változása | Lakosság változása | Lakosság változása | Lakosság változása | Lakosság változása | Lakosság változása | Lakosság változása | Lakosság változása | Lakosság változása | Lakosság változása | Lakosság változása | Lakosság változása |
| ------------------ | ------------------ | ------------------ | ------------------ | ------------------ | ------------------ | ------------------ | ------------------ | ------------------ | ------------------ | ------------------ | ------------------ | ------------------ | ------------------ | ------------------ | ------------------ |
| 1857               | 1869               | 1880               | 1890               | 1900               | 1910               | 1921               | 1931               | 1948               | 1953               | 1961               | 1971               | 1981               | 1991               | 2001               | 2011               |
| 581                | 626                | 596                | 672                | 802                | 795                | 985                | 853                | 803                | 854                | 835                | 781                | 727                | 652                | 50                 | 92                 |

## Nevezetességei
- Szent Paraskeva (Petka) tiszteletére szentelt szerb pravoszláv temploma 1815-ben épült a falu központjában levő Brežina nevű magaslaton. Hozzá tartozik a szomszédos Parčići falu 12. századi temploma is. Búcsúünnepe október 27-én van, amikor mindkét faluban ünnepségeket tartanak.
- Kalanjeva Dragán egy kis Szent György kápolna is található, amelyet a 15. században, 1418 és 1420 között építettek.
- A horvát lakosság a szomszédos Nunić falu Szent Antal templomába jár istentiszteletre.
- A Gradina nevű magaslaton régészeti lelőhely található.
- A falu felett a törökök által épített toronyvár romjai találhatók.

## Fordítás
Ez a szócikk részben vagy egészben  a(z)   Бјелина című szerb Wikipédia-szócikk ezen változatának fordításán alapul.  Az eredeti cikk szerkesztőit annak laptörténete sorolja fel. Ez a jelzés csupán a megfogalmazás eredetét és a szerzői jogokat jelzi, nem szolgál a cikkben szereplő információk forrásmegjelöléseként.